# Mike McLenaghen
Mike McLenaghen (Burnaby; 10 de junio de 1954) es un exfutbolista canadiense que jugó como defensa.

## Selección nacional
Jugó ocho partidos con la selección de Canadá, debutando el 5 de enero de 1975 contra Cuba. Participó en los Juegos Olímpicos de Montreal de 1976.

### Participaciones en Juegos Olímpicos
| Torneo                   | Sede     | Resultado    |
| ------------------------ | -------- | ------------ |
| Juegos Olímpicos de 1976 | Montreal | Primera fase |

## Clubes
| Club               | País           | Año       |
| ------------------ | -------------- | --------- |
| Pegasus            | Canadá         | 1975-1978 |
| Minnesota Kicks    | Estados Unidos | 1979-1980 |
| Toronto Blizzard   | Canadá         | 1980-1981 |
| Los Angeles Aztecs | Estados Unidos | 1981      |
| Edmonton Drillers  | Canadá         | 1982      |